# Red Dead Online
Red Dead Online — це пригодницька гра, розроблена та видана Rockstar Games як багатокористувацький режим Red Dead Redemption 2. Після кількох місяців бета-тестування вона вийшла для PlayStation 4 і Xbox One у травні 2019 року, а для Windows і Stadia — у листопаді 2019 року. Окремий клієнт для гри вийшов у грудні 2020 року. У Red Dead Online гравці керують кастомізованим мовчазним протагоністом, який звільнився з в'язниці після того, як його звинуватили у вбивстві, і має завдання помститися в обмін на доведення своєї невинуватості. Дія гри розгортається у 1898 році, за рік до подій Red Dead Redemption 2, і складається з сюжетних місій, де до чотирьох гравців можуть виконувати завдання для просування сюжету, а також різноманітних побічних місій та подій.
Як і одиночна гра, Red Dead Online представлена як від першої, так і від третьої особи, і гравці можуть вільно мандрувати інтерактивним відкритим світом. Ігрові елементи включають перестрілки, полювання, верхову їзду, взаємодію з неігровими персонажами та підтримку рейтингу честі персонажа шляхом морального вибору та вчинків. Система винагород регулює реакцію правоохоронних органів та мисливців за головами на злочини, скоєні гравцями. Гравці можуть подорожувати відкритим світом поодинці або у складі загону до семи гравців, з якими або проти яких вони можуть брати участь в організованих діях. Розроблена в тандемі з однокористувацькою історією, Red Dead Online розглядалася як окремий продукт, незважаючи на бажання команди розробників перенести елементи однокористувацької гри в багатокористувацьке середовище. Команда взяла уроки, отримані з мультиплеєру Red Dead Redemption та Grand Theft Auto Online.
Після запуску Red Dead Online зазнала критики за незбалансованість ігрового процесу та внутрішньоігрової валюти; у наступних оновленнях ці проблеми були вирішені. Вона отримала позитивні відгуки з похвалою за презентацію місій, кооперативні події та технічні вдосконалення. Як і Grand Theft Auto Online, гра отримала кілька оновлень, що додали новий контент, зокрема різні ролі, які гравці можуть обирати для отримання додаткових нагород. Реакція на контент, що з'являвся після релізу, була загалом позитивною, особливо хвалили найбільш значущі доповнення, хоча брак нового контенту з часом викликав певну критику та негативну реакцію. Останнє велике оновлення було випущено в липні 2021 року, оскільки пізніше Rockstar відкликала ресурси розробки, щоб зосередитися на наступній грі Grand Theft Auto.

## Ігровий процес
Red Dead Online — це багатокористувацька складова відеогри Red Dead Redemption 2, що вийшла у 2018 році. Гра відбувається у відкритому світі з перспективою від першої або третьої особи у вигаданій версії Сполучених Штатів Америки. Просування гравця в однокористувацькій історії не впливає на багатокористувацьку гру. Увійшовши в ігровий світ, гравці створюють власного персонажа і можуть вільно досліджувати навколишнє середовище поодинці або в групі. Гравці можуть брати участь в організованих діях з членами своєї групи або проти них, або проти інших груп. Виконуючи завдання в ігровому світі, гравці отримують очки досвіду, які дозволяють їм підвищувати ранг своїх персонажів і отримувати бонуси, тим самим просуваючись у грі. По всьому світу можна тимчасово розбивати табори, як для окремого гравця, так і для загону, де гравці можуть відпочити, отримати доступ до свого гардеробу, ремесел, готувати їжу та швидко подорожувати. Основним видом транспорту є коні, серед яких є різні породи, кожна з яких має свої особливості. Гравці повинні або натренувати, або приручити дикого коня, щоб використовувати його. Більш активне використання коня покладе початок процесу прив'язаності, який можна посилити, чистячи і годуючи його, і гравець отримає переваги під час їзди на своєму коні. Гравці повинні застрахувати свого коня, щоб він з часом виліковувався і зміг відродитися.
По всьому ігровому світу розкидані сюжетні місії, в яких четверо гравців виконують завдання для просування сюжету гри. В ігровому світі також відбуваються події, в яких можуть брати участь до 32 гравців індивідуально або в складі загону. Типи подій включають режим смертельного поєдинку без вогнепальної зброї та режим перегонів на конях. Гравці отримують сповіщення, коли десь у ігровому світі починається змагальна подія, і їм надається можливість негайно вирушити туди. Крім того, гравці можуть приєднатися до певних подій за власним бажанням. Поза межами подій неігрові персонажі («незнайомці») в ігровому світі пропонують місії, такі як замовні вбивства або набіги на табори. До чотирьох гравців можуть приєднатися до тимчасової, спеціальної групи на час ігрової сесії. Крім того, за окрему плату до семи гравців можуть приєднатися до постійного загону, який регенерується, коли його лідер з'являється в мережі. У складі постійного загону гравці можуть налаштовувати стиль групи та відстежувати статистику гравців. Дружній вогонь можна вимкнути, щоб члени команди не поранили один одного. Якщо два гравці продовжують вбивати один одного, гра пропонує два додаткових режими: переговори, в якому гравці не можуть взаємодіяти один з одним протягом короткого періоду часу; і ворожнеча, де два гравці беруть участь у трихвилинній перестрілці.
Red Dead Online додає кілька нових систем до ігрового процесу однокористувацького режиму. На додачу до ігрової готівки, яку можна використовувати для припасів, Online додає золото, другу ігрову валюту, що використовується для придбання розкішних і спеціальних предметів, а також жетони, які заробляються шляхом розблокування рангів і можуть бути використані для придбання предметів, характерних для певної ролі. Гравці отримують золоті самородки, виконуючи завдання, і можуть конвертувати 100 самородків у золоті злитки. Замість того, щоб їхати до міської крамниці, персонажі онлайн-гравців можуть замовляти припаси будь-де з портативного каталогу. Замовлення можна забрати в будь-якому міському поштовому відділенні або в таборі гравця. Online вводить «карти здібностей», за допомогою яких гравці можуть активувати одну активну і три пасивні здібності для своїх персонажів. Гравці отримують ці карти, підвищуючи свій ранг або безпосередньо купуючи їх, а потім можуть покращувати їх за ігрову валюту та очки досвіду. Red Dead Online використовує систему Честі з однокористувацької історії, яка вимірює, як дії гравця сприймаються з точки зору моралі. Морально позитивні рішення і вчинки, такі як допомога незнайомцям і дотримання закону, додають гравцеві Честі, тоді як негативні вчинки, такі як крадіжки і заподіяння шкоди невинним людям, віднімають Честь гравця. Деякі сюжетні місії можуть бути розпочаті лише тоді, коли Честь гравця знаходиться на певному рівні.

## Синопсис

### A Land of Opportunity
Події гри відбуваються у 1898 році, за рік до подій Red Dead Redemption 2. Гравець бере на себе роль мовчазного протагоніста, якого заарештовують за вбивство і ув'язнюють у в'язниці Сісіка. Через шість місяців після ув'язнення і в очікуванні страти тюремний транспорт затримує банда найманих вбивць. Їхній ватажок Хорлі супроводжує гравця до його роботодавця, вдови Джесіки ЛеКлерк, яка розповідає, що гравця несправедливо звинуватили у вбивстві її чоловіка Філіпа, якого, як вона підозрює, насправді вбили його ділові партнери: банкір Джеремайя Шоу, землевласники Амос і Грейс Ленсинг, а також брат Грейс, бандит Тедді Браун, з метою захопити весь бізнес. Джессіка просить гравця допомогти їм помститися за смерть Філіпа в обмін на докази невинуватості і дозволяє їм піти.
Після того, як гравцеві надається табір і робота, він зустрічається в Блеквотері з Хорлі, який радить йому співпрацювати з місцевими шерифами і заробляти гроші, поки він розслідує вбивство Філіпа. Зрештою, Хорлі пропонує гравцеві шукати роботу або у маршала США Тома Девіса, або у найманця Самсона Фінча, залежно від рівня честі гравця. Якщо гравець має високий рівень честі, Девіс залучає загін гравця до полювання на мексиканського бандита Альфредо Монтеса; з низьким рівнем честі Фінч просить загін гравця зарекомендувати себе для майбутньої роботи, допомагаючи йому пограбувати фабрику під час робітничого страйку і помститися своєму колишньому напарнику, який знаходиться під захистом корумпованого гарнізону.
Після кожної серії подій загін гравця зустрічається з Хорлі та Джесікою, щоб допомогти їм вбити Тедді Брауна, який переховується зі своєю бандою біля покинутого форту Мерсер. За сприяння місцевої влади загін гравця бере в облогу форт і знищує людей Брауна, а потім захоплює самого Брауна, якого потім швидко вбиває Джессіка. Після цього гравець продовжує працювати або на Девіса, або на Фінча, допомагаючи першому боротися з бандою Монтеса, або допомагаючи другому пограбувати банк у Сен-Дені.
Тим часом Амос і Шоу намагаються завершити захоплення бізнесу Філіпа, змушуючи Джесіку підписати підроблений контракт. У супроводі Хорлі та команди гравців Джессіка зустрічає цих двох чоловіків та їхніх охоронців у Блеквотері. Коли Амос заперечує свою причетність до смерті Філіпа, розлючена Джессіка стріляє в нього з пістолета, захованого в сумочці. Загін гравця забирає контракт у Шоу і виводить Джесіку та Хорлі з Блеквотера. Джессіка, якій залишилося розправитися лише з Грейс, щоб помститися за Філіпа, присягається, що одного дня зробить це, і нарікає, що її вендета призвела до того, що вони з Хорлі стали втікачами. Потім вона дякує загін гравця за допомогу і повідомляє, що докази, які очистять їхні імена, будуть доставлені, після чого разом з Хорлі переховується.

### A Life of 'Shine
A Life of 'Shine — розділ історії, доданий у грудні 2019 року. Персонаж гравця знайомиться з «Блискавкою» Меггі Файк, яка колись контролювала самогонний бізнес у Лемойні, але зникла після того, як потрапила в поле зору податкових агентів на чолі з безжальним Рідом Хіксоном. Меггі переконує гравця профінансувати її нову операцію і допомогти їй помститися Хіксону. Гравець рятує племінника Меггі Лема від податківців, привертаючи увагу збанкрутілої родини Брейтуейтів, які зайнялися самогоноварінням і найняли колишнього кухаря Меггі Денні-Лі Кейтона для нагляду за виробництвом. Брейтуейти погрожують помстою після того, як гравець саботує їхнє самогоноваріння, а Хіксон дізнається про відроджений бізнес Меггі і влаштовує засідку на гравця та Лема на роботі. Щоб впоратися з обома ворогами одночасно, Меґі влаштовує нібито мирну зустріч з Брейтуейтами і анонімно повідомляє про це Гіксону. На зустрічі Хіксон заарештовує гравця, Лема і Денні-Лі, але їм вдається втекти після того, як Лем підриває саморобну бомбу, використовуючи самогон у своєму фургоні. З допомогою Лема гравець вбиває Хіксона і захоплює Денні-Лі, приводячи останнього до Меггі, яка дозволяє йому піти за умови, що він зникне назавжди. Після цього гравець повертається до виробництва самогону з Меггі та Лемом.

## Розробка
Red Dead Online розроблялася компанією Rockstar Games паралельно з однокористувацькою історією; команда розробників розглядала як однокористувацьку, так і багатокористувацьку версії під час створення світу, але зосередилася на першій. Хоча Red Dead Online і Red Dead Redemption 2 мають спільні ресурси та ігровий процес, Rockstar розглядає їх як окремі продукти з незалежними траєкторіями розвитку, що знайшло своє відображення у рішенні випустити багатокористувацьку гру окремо. Команда розробників взяла уроки з мультиплеєра Red Dead Redemption і застосувала їх з найкращими елементами Grand Theft Auto Online, зокрема, щодо введення наративних елементів у багатокористувацьку гру. Команда прагнула перенести елементи однокористувацької історії в Red Dead Online, переробивши їх для онлайн-простору. Продюсер Роб Нельсон вважав, що, хоча досвід команди над Grand Theft Auto Online допоміг у створенні основ Red Dead Online, відмінності в напрямку, темпі та масштабі вимагали іншого загального підходу, який би повільно вводив гравця у світ меншими кроками замість швидкого темпу, притаманного Grand Theft Auto Online.
Публічне бета-тестування Red Dead Online розпочалося 27 листопада 2018 року для гравців, які володіли спеціальним виданням базової гри, а потім поступово відкрилося для всіх власників. Поступовий реліз був обраний Rockstar, щоб пом'якшити будь-які серйозні проблеми з продуктивністю через наплив гравців. Rockstar додала та адаптувала кілька режимів під час бета-версії, а також внесла зміни до балансу та економіки. Прогрес гравців у публічній бета-версії було перенесено, коли бета-версія закінчилася 14 травня 2019 року. Red Dead Online містить мікротранзакції, дозволяючи гравцям купувати золоті злитки за ігрові предмети, такі як зброя та косметика. Rockstar застосувала подібний підхід для Grand Theft Auto Online. У квітні та травні 2020 року Rockstar пожертвувала п'ять відсотків внутрішньоігрового доходу, отриманого в Red Dead Online та Grand Theft Auto Online, на допомогу постраждалим від пандемії COVID-19. Кожна з дев'яти студій компанії пожертвувала кошти місцевим благодійним організаціям. Rockstar закрила гру на дві години 4 червня 2020 року, щоб вшанувати пам'ять Джорджа Флойда. Автономний клієнт для Red Dead Online, який не потребує базової гри Red Dead Redemption 2, був випущений 1 грудня 2020 року для PlayStation 4, Windows та Xbox One.

## Додатковий вміст
Після релізу до Red Dead Online додавався контент за допомогою безкоштовних оновлень гри. Rockstar планувала розвивати світ з часом, включаючи розширення ігрового бізнесу гравця від маленького табору до великої компанії. Rockstar мала намір з часом додати до Red Dead Online більше рольових елементів, включаючи додаткові ролі та місії. Одним з найбільших викликів для команди було додавання досвіду, який давав би гравцеві свободу без зайвої структури. Перше оновлення ігрового світу відбулося в грудні 2018 року, коли в салонах заграла різдвяна музика. До повного релізу в травні 2019 року Rockstar випустила оновлення, яке додало нові сюжетні місії, динамічні події, активності у вільному світі та покер.
Оновлення Frontier Pursuits, випущене 10 вересня 2019 року, запровадило три нові ролі: мисливець за головами, де гравці заробляють нагороди, вистежуючи цілі; торговець, де гравці збирають і продають предмети, щоб перетворити свій табір на бізнес; і колекціонер, зосереджений на пошуку колекційних предметів за допомогою таких предметів, як металошукач і бінокль. Команда розробників впровадила ролі в результаті частих запитів гравців на більш тісний зв'язок зі своїм персонажем, забезпечуючи високі ставки для полювання за головами або повільне дослідження в ролі колекціонера; Нельсон зазначив, що команда насолоджувалася зануренням у відкриті світи Rockstar і хотіла екстраполювати це відчуття на персоналізованих персонажів. Траєкторія проходження ролей навмисно повільніша, ніж місії Grand Theft Auto Online, причому кожна роль спочатку має логічних наступників, які поступово просувають гравців до фінансового успіху. Оновлення додало пропуск Outlaw Pass, який надає гравцям доступ до додаткових нагород за внутрішньоігрову ціну, а також обмежену акцію під назвою Wheeler, Rawson & Co Club, в якій гравці можуть розблокувати певні нагороди в міру набуття досвіду. З кожною з ролей гравці отримують спеціальні завдання на обмежений час, такі як легендарні нагороди для мисливців за головами та особливі предмети для колекціонерів. На Хелловін у жовтні та листопаді було додано обмежену подію Fear of the Dark для режиму «Розбірки», яка розділила гравців на Мисливців та Нічних Сталкерів. Оновлення Moonshiners, додане 13 грудня 2019 року, представило самогонника як доповнення до ролі торговця, зосереджуючись на виробництві, управлінні та розповсюдженні самогону. Оновлення включає додатковий контент, наприклад, першу нерухомість, яку можна придбати, і новий пропуск Outlaw Pass. Щоб відсвяткувати Різдво в грудні 2019 року, Rockstar надала гравцям безкоштовні припаси і додала тимчасовий період снігопаду.
Оновлення The Naturalist, випущене 28 липня 2020 року, додало п'яту роль, яка полягає в тому, що гравці вистежують тварин, щоб вивчати або полювати на них. Воно додало новий одяг, тварин і Outlaw Pass. Команда отримала задоволення від механіки полювання на тварин в одиночній грі і відчула, що вона може бути ефективно імітована в Red Dead Online. Функція натураліста «Дослідження віталізму», що дозволяє гравцям тимчасово взяти під контроль тварину, розглядалася як досвід, який «викривляє реальність», на відміну від іншого заземленого тону. На Хелловін у жовтні 2020 року Rockstar додала новий режим Dead of Night, в якому гравці борються проти зомбі. Halloween Pass, який був доступний з 20 жовтня по 16 листопада, додав кілька нагород на тему Хелловіну, включаючи кінські маски, емоції та варіації зброї. Команда відчула, що ці події відображають деякі з таємниць, присутніх в одиночній грі. Оновлення Bounty Hunters було випущено одночасно з окремим клієнтом у грудні 2020 року, додавши нові звання для ролі мисливця за головами та три додаткові цілі для відстеження, а також новий пропуск Outlaw Pass та бонусні предмети. Снігопад повернувся на Різдво 2020 року разом із додатковою зброєю та варіантом пістолета. Три одиночні місії були додані 16 лютого 2021 року; Rockstar мала намір додати більше в майбутньому. Вісім кінних перегонів було додано 25 травня 2021 року.
Blood Money вийшла 13 липня 2021 року; раніше про неї детально розповідали у травні та червні, а 6 та 7 липня відбувся офіційний анонс і трейлер. У ньому додано місії, зосереджені на кримінальному світі, де гравці допомагають Гвідо Мартеллі створити власну злочинну мережу в Сен-Дені. Оновлення стало результатом того, що розробники хотіли отримати ще більше кримінального досвіду. Мартеллі, персонаж, який спочатку згадувався в одиночній грі, був доданий для досягнення узгодженості між двома режимами. Оновлення додало можливість грабувати садиби та табори. Як у місіях, так і у вільному блуканні, гравці можуть знайти Капітал, цінний товар, який шукає Мартеллі, і який він обмінює на подальші злочинні можливості; розробники розглядали це як спосіб додати складні місії, в яких гравці можуть знайти нові стратегії для завершення. Разом з Blood Money вийшов Quick Draw Club — серія з чотирьох пропусків, що надають гравцям нагороди та бонуси, які допомагають у проходженні гри; першою нагородою є вбрання Датча ван дер Лінде, персонажа з одиночної гри. Придбання всіх чотирьох пропусків надавало гравцям доступ до Halloween Pass 2. Одного з персонажів Blood Money, гітариста Bluewater Джона, зобразив музикант Крістоун «Kingfish» Інгрем; оригінальна пісня у співавторстві з Інгремом, «Letter from Bluewater Man», була випущена як цифровий сингл 20 серпня. У жовтні 2021 року на Хелловін було додано новий режим «All Hallows' Call to Arms», який дозволяє гравцям захищати чотири локації від диких тварин та надприродних елементів, таких як поїзд-привид, а також повернувся режим Dead of Night та додано Halloween Pass 2, який включає 15 рангів, що дають кілька нагород на тему Хелловіну. Снігопад, музика та прикраси повернулися на Різдво в грудні 2021 року разом із новими святковими картами та бонусами за валюту та рівні.
У липні 2022 року Rockstar оголосила, що Red Dead Online більше не отримає великих оновлень, натомість зосередиться на менших місіях і розширенні існуючих режимів, оскільки ресурси для розробки були вилучені, щоб зосередитися на наступній частині серії Grand Theft Auto. Три нові місії Hardcore Telegram були додані в оновленні 6 вересня 2022 року. Попередній контент на Хелловін — All Hallows' Call to Arms, Dead of Night, Fear of the Dark, і Halloween Pass 2 — повернувся у жовтні 2022 року, разом з новою місією Hardcore Telegram 18 жовтня.

## Сприйняття
Після запуску Red Dead Online зазнала критики за винагороду в ігровій валюті за дії, гравці скаржилися, що вона була занадто низькою для вартості товарів та апгрейдів. Деякі гравці підрахували, що один золотий злиток можна заробити в грі приблизно за вісім годин. Rockstar погодилася перебалансувати економіку гри після скарг. Подібні скарги з'явилися щодо скорботи, що відбувається в грі; Rockstar виправила ці проблеми, зробивши видимість гравців залежною від їхньої близькості та поведінки. The Verge повідомляв, що кілька користувачів, які грали за чорношкірих персонажів, стали мішенню для горе-гравців, які видавали себе за клани, натхненні Ку-клукс-кланом, або за ловців рабів, які часто називали їх расовими образами.
Крістіан Джаст з GameStar вважає, що Red Dead Online увібрала в себе більшість сильних сторін одиночної гри, ефективно втіливши його дитячу фантазію про життя ковбоя. Метт Мартін з VG247 розкритикував деякі проблеми з балансуванням, але пояснив їх статусом бета-версії, загалом визнавши гру більш приємною, ніж Grand Theft Auto Online, як з технічної, так і з геймплейної точки зору. Ендрю Вебстер з The Verge вважає режим королівської битви в Red Dead Online більш напруженим, ніж у таких іграх, як Fortnite, через меншу кількість гравців і повільніший стиль гри. Official Xbox Magazine назвав King of the Castle найкращим ігровим режимом. Хізер Александра з Kotaku написала, що Red Dead Online була «більш ігровою», ніж її однокористувацький аналог, особливо в тому, що реалістичні міста перетворилися на рівні смертельних боїв. Люк Рейлі з IGN похвалив кооперативні сюжетні місії гри, але зазначив, що режими «гравець проти гравця» часто мають дисбаланс навичок. Джон Сааведра з Den of Geek розкритикував простоту сюжетних місій і написав, що місії вільного світу є кращим способом «розбити монотонність» подорожі світом.
Red Dead Online була номінована на премію Golden Joystick Awards у категорії «Найкраща багатокористувацька гра» у 2019 році. Материнська компанія Rockstar, Take-Two Interactive, повідомила, що гра досягла піку кількості гравців у грудні 2019 року після виходу оновлення Moonshiners; цей показник був перевершений у грудні 2020 року, коли з моменту запуску бета-версії гри з'явилося більше нових гравців і тих, що повернулися.

## Пост-релізне сприйняття
У березні 2019 року оглядач PlayStation Official Magazine — UK Дейв Мейклхем вважав, що Red Dead Online «має багатообіцяючий початок», незважаючи на незбалансовані смертельні поєдинки, а Кріс Берк з Official Xbox Magazine жадав більшої кількості одиночних місій. Джордан Оломан з Eurogamer високо оцінив покращення, зроблені до травня 2019 року, високо оцінивши якість сюжетних місій, але вважав, що гравцям потрібно більше мети у світі. Після виходу оновлення Frontier Pursuits у вересні 2019 року Оломан визнав гру досить приємною, щоб грати в неї замість того, щоб повернутися до одиночної гри. Кас Маршалл з Polygon написав, що оновлення додало елементи, які зробили гру цікавою для гри з друзями. Оломан з Eurogamer вважає оновлення Moonshiners найкращим на сьогоднішній день і вважає нових персонажів переконливими. Зак Цвізен з Kotaku підтримав цю думку, високо оцінивши кількість доступного контенту. У січні 2020 року Edge визначив, що значні глюки стали стримуючим фактором для нових гравців, але написав, що «коли все добре працює, гра забезпечує захоплюючий досвід рольової гри у приголомшливій пісочниці».
У травні 2020 року група співробітників використовувала гру для проведення ділових онлайн-зустрічей замість Skype або Zoom; занурення у світ було названо привабливою особливістю, хоча технічні проблеми та довгий навчальний посібник були розкритиковані для нових співробітників. Кілька гравців повідомили, що під час карантину, спричиненого COVID-19, вони використовували гру як притулок; до 2022 року кількість членів Rift Trails, групи кіннотників, які влаштовували щоденні поїздки світом, зросла до понад 2 500 осіб. У липні 2020 року кілька гравців одягнули своїх персонажів як клоунів, щоб продемонструвати своє невдоволення відсутністю оновлень у грі. Zwiezen з Kotaku вважав оновлення The Naturalist «кроком назад» від Moonshiners, але виявив, що воно змусило його оцінити природу та деталі. Marshall з Polygon назвав оновлення «абсолютно чудовим», але зазначив, що воно не змогло зробити гру «відчутно іншою», як різноманітні оновлення Grand Theft Auto Online. У статті для New Musical Express Оломан висловив думку, що оновлення суперечить «безжальній» природі гри, а завдання стали повторюваними. Крістофер Лівінгстон з PC Gamer описав його як «напрочуд розчаровуючим», посилаючись на його схожість з роллю торговця. Після патчу, випущеного в серпні 2020 року, кілька гравців повідомили про значні, руйнівні для гри глюки; у відповідь Rockstar повернула гру до попередньої версії.
Zwiezen з Kotaku вважає оновлення до Хелловіну в жовтні 2020 року «таким, що розчаровує» через відсутність контенту, що запам'ятовується, або значущого контенту. Він розкритикував грудневе оновлення, вбачаючи в ньому прихильність Rockstar до Grand Theft Auto Online. Оновлення отримало подібну критику від кількох гравців, які вважали, що йому бракує контенту та нагород. З іншого боку, Zwiezen вважав, що одиночні місії лютого 2021 року були покращенням, оскільки це зменшило занепокоєння щодо взаємодії з іншими гравцями. У березні 2021 року Алекс Авард з GamesRadar+ написав, що Red Dead Online може «розкрити свій справжній потенціал», якщо продовжить розвивати імпульс попереднього року, хоча зазначив, що система монетизації залишається незбалансованою. У липні Marshall з Polygon висловив думку, що Blood Money підходить для постійних гравців, але зазначив, що відсутність регулярних оновлень «розчаровує», зважаючи на потенціал гри. Ріон Дункан з Screen Rant вважав, що місії Blood Money занадто схожі на місії в інших іграх, критикуючи відсутність підготовчого ігрового процесу до пограбувань, як у Grand Theft Auto Online. Отто Краткі з Digital Trends похвалив Blood Money і написав, що, на відміну від попередніх оновлень, Rockstar «нарешті звернулася до тих кліше Старого Заходу» і спрямувала гру в правильному напрямку. У грудні Лорен Мортон з PC Gamer висловила розчарування відсутністю активності порівняно з іншими проектами Rockstar протягом року, хоча зазначила, що «гра залишається такою ж масштабною і чудовою, як і раніше».
Оновлення січня 2022 року — бонусні винагороди за існуючі місії — викликало певну реакцію гравців, які вважали його «мало зусиль» і описували гру як «мертву» через відсутність нового контенту; її порівнювали з Grand Theft Auto Online, яка отримувала великі оновлення протягом 2021 року, тоді як останнє оновлення Red Dead Online Blood Money було визнано тьмяним у порівнянні з нею. Розпочалася фан-кампанія в Інтернеті; хештег #SaveRedDeadOnline став трендом у Твіттері, отримавши понад 18 000 твітів. Коли новий режим Grand Theft Auto Online був випущений без анонсу, Zwiezen з Kotaku частково пов'язало мовчання Rockstar з фан-кампанією. Пости Rockstar у соціальних мережах були зустрінуті відповідями на підтримку кампанії, а деякі співробітники, за повідомленнями, отримали спам з образами. У травні виконавчий директор Take-Two Штраус Зелнік заявив, що компанії почули розчарування. 13 липня гравці влаштували внутрішньоігрові похорони Red Dead Online, щоб відзначити рік з моменту останнього великого оновлення і оплакати рішення Rockstar відкликати ресурси для розробки. Кілька гравців зустрілися на ігрових кладовищах і цвинтарях, щоб сфотографуватися і випити алкоголю. Стейсі Хенлі з TheGamer була розчарована рішенням Rockstar, але визнала його неминучим, оскільки гра була змушена жити в тіні Grand Theft Auto Online; вона відчула, що це «ніколи не буде добре», і зробила висновок, що «справжнє закриття … це все, про що ми можемо просити». Гравці та члени спільноти критикували Rockstar за неправдиві обіцянки та втрачені можливості, незважаючи на успіх гри порівняно з іграми інших розробників. Багато гравців і спільнот залишалися відданими продовженню своєї діяльності, незважаючи на відсутність серйозних оновлень.